# FIVB World Tour 2000
De FIVB World Tour 2000 vond plaats tussen januari en december 2000. De twaalfde editie van de mondiale beachvolleybalcompetitie bestond in totaal uit 26 toernooien en deed twintig steden aan. Bij de mannen won het Braziliaanse duo Zé Marco en Ricardo Santos het eindklassement en bij de vrouwen prolongeerden de Braziliaansen Adriana Behar en Shelda Bede hun titel. Daarnaast stonden de Olympische Spelen dat jaar voor de tweede keer op de kalender.

## Kalender
| Plaats        | Categorie         | Geslacht | Datum                         | Prijzengeld |
| ------------- | ----------------- | -------- | ----------------------------- | ----------- |
| Mar del Plata | Open              | mannen   | 12 – 16 januari 2000          | $150.000    |
| Guarujá       | Open              | mannen   | 18 – 23 januari 2000          | $150.000    |
| Vitória       | Open              | vrouwen  | 1 – 6 februari 2000           | $150.000    |
| Macau         | Open              | mannen   | 24 – 28 mei 2000              | $150.000    |
| Rosarito      | Open              | mannen   | 31 mei – 4 juni 2000          | $150.000    |
| Rosarito      | Open              | vrouwen  | 31 mei – 4 juni 2000          | $150.000    |
| Cagliari      | Open              | vrouwen  | 7 – 11 juni 2000              | $150.000    |
| Toronto       | Open              | mannen   | 14 – 18 juni 2000             | $150.000    |
| Toronto       | Open              | vrouwen  | 13 – 18 juni 2000             | $150.000    |
| Tenerife      | Open              | mannen   | 21 – 25 juni 2000             | $150.000    |
| Gstaad        | Open              | vrouwen  | 21 – 25 juni 2000             | $150.000    |
| Chicago       | Grand Slam        | mannen   | 28 juni – 2 juli 2000         | $200.000    |
| Chicago       | Grand Slam        | vrouwen  | 30 juni – 4 juli 2000         | $200.000    |
| Stavanger     | Open              | mannen   | 5 – 9 juli 2000               | $150.000    |
| Lignano       | Open              | mannen   | 12 – 16 juli 2000             | $150.000    |
| Berlijn       | Open              | vrouwen  | 12 – 16 juli 2000             | $150.000    |
| Marseille     | Open              | mannen   | 19 – 23 juli 2000             | $150.000    |
| Marseille     | Open              | vrouwen  | 18 – 22 juli 2000             | $150.000    |
| Espinho       | Open              | mannen   | 26 – 30 juli 2000             | $150.000    |
| Espinho       | Open              | vrouwen  | 25 – 29 juli 2000             | $150.000    |
| Klagenfurt    | Open              | mannen   | 2 – 6 augustus 2000           | $150.000    |
| Osaka         | Open              | vrouwen  | 2 – 6 augustus 2000           | $150.000    |
| Oostende      | Open              | mannen   | 9 – 13 augustus 2000          | $150.000    |
| Dalian        | Open              | vrouwen  | 9 – 13 augustus 2000          | $150.000    |
| Sydney        | Olympische Spelen | mannen   | 16 – 26 september 2000        | n.v.t.      |
| Sydney        | Olympische Spelen | vrouwen  | 16 – 25 september 2000        | n.v.t.      |
| Fortaleza     | Open              | vrouwen  | 31 oktober – 5 november 2000  | $150.000    |
| Vitória       | Open              | mannen   | 28 november – 3 december 2000 | $150.000    |

## Resultaten

### Mar del Plata Open
Van 12 tot en met 16 januari 2000
| Mannen | Mannen                              |
| Rang   | Team                                |
| ------ | ----------------------------------- |
| 1      | Mariano Baracetti / José Salema     |
| 2      | Zé Marco / Ricardo Santos           |
| 3      | Julien Prosser / Lee Zahner         |
| 4      | Roberto Lopes / Franco Neto         |
| 5      | Martin Laciga / Paul Laciga         |
| 5      | Maurizio Pimponi / Andrea Raffaelli |
| 7      | Carl Henkel / Sinjin Smith          |
| 7      | John Child / Mark Heese             |

### Guarujá Open
Van 18 tot en met 23 januari 2000
| Mannen | Mannen                              |
| Rang   | Team                                |
| ------ | ----------------------------------- |
| 1      | Márcio Araújo / Benjamin Insfran    |
| 2      | Martin Laciga / Paul Laciga         |
| 3      | José Loiola / Emanuel Rego          |
| 4      | Oliver Oetke / Andreas Scheuerpflug |
| 5      | Zé Marco / Ricardo Santos           |
| 5      | Giovane Gávio / Tande Ramos         |
| 7      | Maurizio Pimponi / Andrea Raffaelli |
| 7      | Nik Berger / Oliver Stamm           |

### Vitória Open
Van 1 tot en met 6 februari 2000
| Vrouwen | Vrouwen                             |
| Rang    | Team                                |
| ------- | ----------------------------------- |
| 1       | Liz Masakayan / Elaine Youngs       |
| 2       | Sandra Pires / Adriana Samuel       |
| 3       | Yukiko Takahashi / Mika Saiki       |
| 4       | Adriana Behar / Shelda Bede         |
| 5       | Misty May / Holly McPeak            |
| 5       | Vasso Karadassiou / Effrosyni Sfyri |
| 7       | Natalie Cook / Kerri Pottharst      |
| 7       | Lisa Arce / Barbra Fontana          |

### Macau Open
Van 24 tot en met 28 mei 2000
| Mannen | Mannen                               |
| Rang   | Team                                 |
| ------ | ------------------------------------ |
| 1      | Zé Marco / Ricardo Santos            |
| 2      | Márcio Araújo / Benjamin Insfran     |
| 3      | Roberto Lopes / Franco Neto          |
| 4      | Vegard Høidalen / Jørre Kjemperud    |
| 5      | Martin Laciga / Paul Laciga          |
| 5      | Martín Conde / Eduardo Martínez      |
| 7      | Rob Heidger / Kevin Wong             |
| 7      | Rogério Ferreira / Guilherme Marques |

### Rosarito Open
Van 31 mei tot en met 4 juni 2000
| Mannen | Mannen                                 |
| Rang   | Team                                   |
| ------ | -------------------------------------- |
| 1      | Dax Holdren / Todd Rogers              |
| 2      | Rob Heidger / Kevin Wong               |
| 3      | Márcio Araújo / Benjamin Insfran       |
| 4      | Martin Laciga / Paul Laciga            |
| 5      | Zé Marco / Ricardo Santos              |
| 5      | Sergej Jermisjin / Michail Koesjnerjov |
| 7      | John Child / Mark Heese                |
| 7      | Jody Holden / Conrad Leinemann         |

| Vrouwen | Vrouwen                               |
| Rang    | Team                                  |
| ------- | ------------------------------------- |
| 1       | Adriana Behar / Shelda Bede           |
| 2       | Misty May / Holly McPeak              |
| 3       | Annett Davis / Jenny Jordan           |
| 4       | Sandra Pires / Adriana Samuel         |
| 5       | Lisa Arce / Barbra Fontana            |
| 5       | Natalie Cook / Kerri Pottharst        |
| 7       | Maike Friedrichsen / Danja Müsch      |
| 7       | Ana Paula Connelly / Mônica Rodrigues |

### Cagliari Open
Van 7 tot en met 11 juni 2000
| Vrouwen | Vrouwen                               |
| Rang    | Team                                  |
| ------- | ------------------------------------- |
| 1       | Ana Paula Connelly / Mônica Rodrigues |
| 2       | Annett Davis / Jenny Jordan           |
| 3       | Adriana Behar / Shelda Bede           |
| 4       | Sandra Pires / Adriana Samuel         |
| 5       | Misty May / Holly McPeak              |
| 5       | Laura Bruschini / Annamaria Solazzi   |
| 7       | Liz Masakayan / Elaine Youngs         |
| 7       | Adriana Bento / Jackie Silva          |

### Toronto Open
Van 13 juni tot en met 18 juni 2000
| Mannen | Mannen                              |
| Rang   | Team                                |
| ------ | ----------------------------------- |
| 1      | José Loiola / Emanuel Rego          |
| 2      | John Child / Mark Heese             |
| 3      | Julien Prosser / Lee Zahner         |
| 4      | Zé Marco / Ricardo Santos           |
| 5      | Márcio Araújo / Benjamin Insfran    |
| 5      | Oliver Oetke / Andreas Scheuerpflug |
| 7      | Dax Holdren / Todd Rogers           |
| 7      | Jan Kvalheim / Bjørn Maaseide       |

| Vrouwen | Vrouwen                               |
| Rang    | Team                                  |
| ------- | ------------------------------------- |
| 1       | Adriana Behar / Shelda Bede           |
| 2       | Misty May / Holly McPeak              |
| 3       | Natalie Cook / Kerri Pottharst        |
| 4       | Annett Davis / Jenny Jordan           |
| 5       | Ana Paula Connelly / Mônica Rodrigues |
| 5       | Tania Gooley / Pauline Manser         |
| 7       | Lisa Arce / Barbra Fontana            |
| 7       | Maike Friedrichsen / Danja Müsch      |

### Tenerife Open
Van 21 tot en met 25 juni 2000
| Mannen | Mannen                                 |
| Rang   | Team                                   |
| ------ | -------------------------------------- |
| 1      | Martin Laciga / Paul Laciga            |
| 2      | Márcio Araújo / Benjamin Insfran       |
| 3      | Sergej Jermisjin / Michail Koesjnerjov |
| 4      | Zé Marco / Ricardo Santos              |
| 5      | Nik Berger / Oliver Stamm              |
| 5      | João Brenha / Miguel Maia              |
| 7      | Vegard Høidalen / Jørre Kjemperud      |
| 7      | Mariano Baracetti / José Salema        |

### Gstaad Open
Van 21 tot en met 25 juni 2000
| Vrouwen | Vrouwen                               |
| Rang    | Team                                  |
| ------- | ------------------------------------- |
| 1       | Adriana Behar / Shelda Bede           |
| 2       | Misty May / Holly McPeak              |
| 3       | Ana Paula Connelly / Mônica Rodrigues |
| 4       | Annett Davis / Jenny Jordan           |
| 5       | Liz Masakayan / Elaine Youngs         |
| 5       | Rebekka Kadijk / Debora Schoon-Kadijk |
| 7       | Lisa Arce / Barbra Fontana            |
| 7       | Tania Gooley / Pauline Manser         |

### Grand Slam Chicago
Van 28 juni tot en met 4 juli 2000
| Mannen | Mannen                            |
| Rang   | Team                              |
| ------ | --------------------------------- |
| 1      | José Loiola / Emanuel Rego        |
| 2      | Zé Marco / Ricardo Santos         |
| 3      | Martin Laciga / Paul Laciga       |
| 4      | Mariano Baracetti / José Salema   |
| 5      | Márcio Araújo / Benjamin Insfran  |
| 5      | Vegard Høidalen / Jørre Kjemperud |
| 7      | Julien Prosser / Lee Zahner       |
| 7      | Martín Conde / Eduardo Martínez   |

| Vrouwen | Vrouwen                               |
| Rang    | Team                                  |
| ------- | ------------------------------------- |
| 1       | Misty May / Holly McPeak              |
| 2       | Adriana Behar / Shelda Bede           |
| 3       | Sandra Pires / Adriana Samuel         |
| 4       | Linda Hanley / Nancy Reno             |
| 5       | Natalie Cook / Kerri Pottharst        |
| 5       | Ana Paula Connelly / Mônica Rodrigues |
| 7       | Annett Davis / Jenny Jordan           |
| 7       | Yukiko Takahashi / Mika Saiki         |

### Stavanger Open
Van 5 tot en met 9 juli 2000
| Mannen | Mannen                               |
| Rang   | Team                                 |
| ------ | ------------------------------------ |
| 1      | Zé Marco / Ricardo Santos            |
| 2      | Márcio Araújo / Benjamin Insfran     |
| 3      | José Loiola / Emanuel Rego           |
| 4      | Martín Conde / Eduardo Martínez      |
| 5      | João Brenha / Miguel Maia            |
| 5      | Carl Henkel / Sinjin Smith           |
| 7      | Oliver Oetke / Andreas Scheuerpflug  |
| 7      | Rogério Ferreira / Guilherme Marques |

### Lignano Open
Van 12 tot en met 16 juli 2000
| Mannen | Mannen                               |
| Rang   | Team                                 |
| ------ | ------------------------------------ |
| 1      | Zé Marco / Ricardo Santos            |
| 2      | Martin Laciga / Paul Laciga          |
| 3      | John Child / Mark Heese              |
| 4      | Márcio Araújo / Benjamin Insfran     |
| 5      | José Loiola / Emanuel Rego           |
| 5      | Rob Heidger / Kevin Wong             |
| 7      | Rogério Ferreira / Guilherme Marques |
| 7      | Jan Kvalheim / Bjørn Maaseide        |

### Berlijn Open
Van 12 tot en met 16 juli 2000
| Vrouwen | Vrouwen                               |
| Rang    | Team                                  |
| ------- | ------------------------------------- |
| 1       | Misty May / Holly McPeak              |
| 2       | Tania Gooley / Pauline Manser         |
| 3       | Yukiko Takahashi / Mika Saiki         |
| 4       | Ulrike Schmidt / Gudula Staub         |
| 5       | Annett Davis / Jenny Jordan           |
| 5       | Natalie Cook / Kerri Pottharst        |
| 7       | Laura Bruschini / Caterina de Marinis |
| 7       | Chi Rong / Xiong Zi                   |

### Marseille Open
Van 18 tot en met 23 juli 2000
| Mannen | Mannen                                 |
| Rang   | Team                                   |
| ------ | -------------------------------------- |
| 1      | Zé Marco / Ricardo Santos              |
| 2      | Vegard Høidalen / Jørre Kjemperud      |
| 3      | José Loiola / Emanuel Rego             |
| 4      | Martin Lébl / Michal Palinek           |
| 5      | Sergej Jermisjin / Michail Koesjnerjov |
| 5      | Jan Kvalheim / Bjørn Maaseide          |
| 7      | Julien Prosser / Lee Zahner            |
| 7      | Oliver Oetke / Andreas Scheuerpflug    |

| Vrouwen | Vrouwen                               |
| Rang    | Team                                  |
| ------- | ------------------------------------- |
| 1       | Annett Davis / Jenny Jordan           |
| 2       | Adriana Behar / Shelda Bede           |
| 3       | Ana Paula Connelly / Mônica Rodrigues |
| 4       | Natalie Cook / Kerri Pottharst        |
| 5       | Tania Gooley / Pauline Manser         |
| 5       | Lisa Arce / Barbra Fontana            |
| 7       | Liz Masakayan / Elaine Youngs         |
| 7       | Yukiko Takahashi / Mika Saiki         |

### Espinho Open
Van 25 tot en met 30 juli 2000
| Mannen | Mannen                                 |
| Rang   | Team                                   |
| ------ | -------------------------------------- |
| 1      | Zé Marco / Ricardo Santos              |
| 2      | José Loiola / Emanuel Rego             |
| 3      | Martin Laciga / Paul Laciga            |
| 4      | John Child / Mark Heese                |
| 5      | Dain Blanton / Eric Fonoimoana         |
| 5      | Jefferson Bellaguarda / Paulão Moreira |
| 7      | Vegard Høidalen / Jørre Kjemperud      |
| 7      | Jan Kvalheim / Bjørn Maaseide          |

| Vrouwen | Vrouwen                               |
| Rang    | Team                                  |
| ------- | ------------------------------------- |
| 1       | Liz Masakayan / Elaine Youngs         |
| 2       | Lisa Arce / Barbra Fontana            |
| 3       | Natalie Cook / Kerri Pottharst        |
| 4       | Annett Davis / Jenny Jordan           |
| 5       | Adriana Behar / Shelda Bede           |
| 5       | Ana Paula Connelly / Mônica Rodrigues |
| 7       | Cristina Pereira / Maria Schuller     |
| 7       | Denise Austin / Monique Oliver        |

### Klagenfurt Open
Van 2 tot en met 6 augustus 2000
| Mannen | Mannen                                 |
| Rang   | Team                                   |
| ------ | -------------------------------------- |
| 1      | José Loiola / Emanuel Rego             |
| 2      | Zé Marco / Ricardo Santos              |
| 3      | Jefferson Bellaguarda / Paulão Moreira |
| 4      | Vegard Høidalen / Jørre Kjemperud      |
| 5      | Martin Laciga / Paul Laciga            |
| 5      | Adam Johnson / Karch Kiraly            |
| 7      | Oliver Oetke / Andreas Scheuerpflug    |
| 7      | Carl Henkel / Sinjin Smith             |

### Osaka Open
Van 2 tot en met 6 augustus 2000
| Vrouwen | Vrouwen                               |
| Rang    | Team                                  |
| ------- | ------------------------------------- |
| 1       | Adriana Behar / Shelda Bede           |
| 2       | Yukiko Takahashi / Mika Saiki         |
| 3       | Natalie Cook / Kerri Pottharst        |
| 4       | Misty May / Holly McPeak              |
| 5       | Annett Davis / Jenny Jordan           |
| 5       | Lisa Arce / Barbra Fontana            |
| 7       | Ana Paula Connelly / Mônica Rodrigues |
| 7       | Liz Masakayan / Elaine Youngs         |

### Oostende Open
Van 9 tot en met 13 augustus 2000
| Mannen | Mannen                            |
| Rang   | Team                              |
| ------ | --------------------------------- |
| 1      | José Loiola / Emanuel Rego        |
| 2      | Carl Henkel / Sinjin Smith        |
| 3      | Dain Blanton / Eric Fonoimoana    |
| 4      | Vegard Høidalen / Jørre Kjemperud |
| 5      | Martin Laciga / Paul Laciga       |
| 5      | John Child / Mark Heese           |
| 7      | Björn Berg / Simon Dahl           |
| 7      | Javier Bosma / Fabio Díez         |

### Dalian Open
Van 9 tot en met 13 augustus 2000
| Vrouwen | Vrouwen                             |
| Rang    | Team                                |
| ------- | ----------------------------------- |
| 1       | Liz Masakayan / Elaine Youngs       |
| 2       | Misty May / Holly McPeak            |
| 3       | Chi Rong / Xiong Zi                 |
| 4       | Cristina Pereira / Maria Schuller   |
| 5       | Laura Bruschini / Annamaria Solazzi |
| 5       | Dalixia Fernández / Tamara Larrea   |
| 7       | Tian Jia / Zhang Jingkun            |
| 7       | Teresa Galindo / Hilda Gaxiola      |

### Olympische Spelen Sydney
Van 16 tot en met 26 september 2000
| Mannen | Mannen                         |
| Rang   | Team                           |
| ------ | ------------------------------ |
| 1      | Dain Blanton / Eric Fonoimoana |
| 2      | Zé Marco / Ricardo Santos      |
| 3      | Jörg Ahmann / Axel Hager       |
| 4      | João Brenha / Miguel Maia      |
| 5      | Martin Laciga / Paul Laciga    |
| 5      | John Child / Mark Heese        |
| 5      | Rob Heidger / Kevin Wong       |
| 5      | Javier Bosma / Fabio Díez      |

| Vrouwen | Vrouwen                             |
| Rang    | Team                                |
| ------- | ----------------------------------- |
| 1       | Natalie Cook / Kerri Pottharst      |
| 2       | Adriana Behar / Shelda Bede         |
| 3       | Sandra Pires / Adriana Samuel       |
| 4       | Yukiko Takahashi / Mika Saiki       |
| 5       | Annett Davis / Jenny Jordan         |
| 5       | Misty May / Holly McPeak            |
| 5       | Tania Gooley / Pauline Manser       |
| 5       | Laura Bruschini / Annamaria Solazzi |

### Fortaleza Open
Van 31 oktober tot en met 5 november 2000
| Vrouwen | Vrouwen                            |
| Rang    | Team                               |
| ------- | ---------------------------------- |
| 1       | Misty May / Holly McPeak           |
| 2       | Sandra Pires / Adriana Samuel      |
| 3       | Leanne McSorley / Nancy Reynolds   |
| 4       | Adriana Behar / Shelda Bede        |
| 5       | Adriana Bento / Magda Lima         |
| 5       | Maria Clara Salgado / Jackie Silva |
| 7       | Barbra Fontana / Liz Masakayan     |
| 7       | Camila Fonseca / Isabela Lopez     |

### Vitória Open
Van 28 november tot en met 3 december 2000
| Mannen | Mannen                                 |
| Rang   | Team                                   |
| ------ | -------------------------------------- |
| 1      | Márcio Araújo / Benjamin Insfran       |
| 2      | Tande Ramos / Emanuel Rego             |
| 3      | Martin Laciga / Paul Laciga            |
| 4      | Jefferson Bellaguarda / Paulão Moreira |
| 5      | Zé Marco / Ricardo Santos              |
| 5      | Björn Berg / Simon Dahl                |
| 7      | Stein Metzger / Todd Rogers            |
| 7      | Mariano Baracetti / Martín Conde       |

## Prijzen
| Winnaar FIVB World Tour   | Winnaar FIVB World Tour     |
| Mannen                    | Vrouwen                     |
| ------------------------- | --------------------------- |
| Zé Marco / Ricardo Santos | Adriana Behar / Shelda Bede |